# Петрова (Словакия)
Петрова (словац. Petrová) — село и одноимённая община в районе Бардеёв Прешовского края Словакии. В письменных источниках начинает упоминаться с 1414 года.

## География
Село расположено в северной части края, в долине водотока Каменец, при автодороге 3485. Абсолютная высота — 448 метров над уровнем моря. Площадь муниципалитета составляет 14,3 км².

## Население
| Год:                | 1994 | 2004     | 2014     | 2024     |
| ------------------- | ---- | -------- | -------- | -------- |
| Количество человек: | 487  | 671      | 827      | 1001     |
| Разница:            |      | +37,78 % | +23,24 % | +21,03 % |

По данным последней официальной переписи 2011 года, численность населения Петровой составляла 777 человек.